# Список опер и балетов Жана-Филиппа Рамо

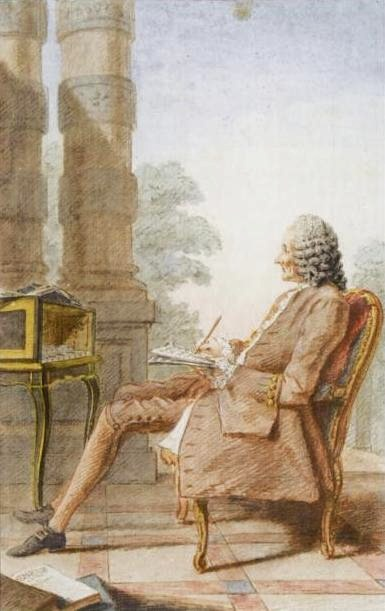
Портрет Жана-Филиппа Рамо работы Кармонтеля, 1760

Оперы и балеты Жана-Филиппа Рамо (1683—1764), ведущего композитора Франции XVIII века, занимают важное место в музыке эпохи барокко, составили целую эпоху в истории французского музыкального театра. Композитор, начавший писать оперы и балеты только в возрасте 50 лет, создал новый оперный стиль, вызывавший одновременно и восхищение и споры. Уже первая опера Рамо «Ипполит и Арисия» спровоцировала полемику, продолжавшуюся на протяжении 1730-х годов. Сторонники оперной традиции Жана-Батиста Люлли считали, что в музыкальном отношении произведение слишком сложное, искусственное, что в нём слишком много места отведено драме, им возражали те, кто воспринял новшества, внесенные Рамо, прозванные «рамистами» (так называемый спор «люллистов» и «рамистов»)
Несмотря на то, что либретто, к которым писал музыку Рамо, часто подвергались критике за свой низкий художественный уровень, это не мешало публике встречать оперы и балеты композитора с неподдельным восторгом. Сам композитор однажды в шутку сказал: «Дайте мне „Голландскую газету“, и я положу её на музыку». Причиной успехов опер и балетов Рамо было как его гениальное дарование, так и его требовательное отношение к своему творчеству. Композитор писал во французской манере, а не в итальянской, больше внимания уделяя не вокальной виртуозности, а оркестровой партии. В операх Рамо меньше вокала и больше оркестра и хора, что отличает его творчество от более поздней классической оперной модели. Превосходный мелодист, он в качестве основного выразительного средства предпочитал использовать не мелодию, а насыщенное и экспрессивное употребление гармонии, что отличало оперный стиль Рамо от других композиторов.
Успех оперной реформы Кристофа Виллибальда Глюка привёл к тому, что на время оперы Рамо забыли. Но всё же гений Рамо со временем вновь был осознан; его музыкой восхищались Камиль Сен-Санс, Клод Дебюсси, Морис Равель, Оливье Мессиан.

## Список опер
Элементы списка следуют в порядке даты первой постановки. В случае отсутствия данных в соответствующей графе поставлен прочерк.
| RCT | Название                                      | Оригинальное название                                     | Количество частей | Жанр                  | Либретто                            | Премьера                                               | Примечания |
| --- | --------------------------------------------- | --------------------------------------------------------- | ----------------- | --------------------- | ----------------------------------- | ------------------------------------------------------ | --- |
| 43  | «Ипполит и Арисия»                            | Hippolyte et Aricie                                       | пролог и 5 актов  | музыкальная трагедия  | Симон Жозеф Пеллегрен               | 1 октября 1733, Париж, Парижская опера, «Пале-Рояль»   | 40 представлений в 1733—1734 годах |
| 56  | «Самсон»                                      | Samson                                                    | пролог и 5 актов  | музыкальная трагедия  | Вольтер                             | Запрещена                                              | Утеряна |
| 44  | «Галантная Индия»                             | Les Indes galantes                                        | пролог и 4 антре  | опера-балет           | Луи Фюзелье                         | 23 августа 1735, Париж, Парижская опера, «Пале-Рояль»  | Положила начало «ориентальному балету» |
| 32  | «Кастор и Поллукс»                            | Castor et Pollux                                          | пролог и 5 актов  | музыкальная трагедия  | Жантиль-Бернар                      | 24 октября 1737, Париж, Парижская опера, «Пале-Рояль»  | Считается одним из лучших произведений Рамо |
| 41  | Празднование Гебы, или Лирические дарования   | Les fêtes d'Hébé, ou Les talens lyriques                  | пролог и 3 антре  | опера-балет           | Антуан Готье де Мондорж             | 21 мая 1731, Париж, Парижская опера, «Пале-Рояль»      | 80 представлений в первый же год |
| 35  | Дардан                                        | Dardanus                                                  | пролог и 5 актов  | музыкальная трагедия  | Шарль-Антуан Леклер де Ла Брюэр     | 19 ноября 1739, Париж, Парижская опера, «Пале-Рояль»   | 26 представлений |
| 54  | Принцесса Наваррская                          | La princesse de Navarre                                   | 3 акта            | комедия-балет         | Вольтер                             | 23 февраля 1744, Версаль, «Театр дю Шато»              | Написан к свадьбе дофина Людовика Фердинанда и инфанты Марии Терезы Рафаэлы                                                                                              |
| 53  | «Платея, или Ревнивая Юнона»                  | Platée ou Junon Jalouse                                   | пролог и 3 акта   | балет-буффон          | Адриен-Жозеф Ле Валуа д’Орвиль      | 31 марта 1745, Версаль, «Театр дю Шато»                | Написана к свадьбе дофина Людовика Фердинанда и инфанты Марии Терезы Рафаэлы                                                                                             |
| 39  | Празднование Полигимнии                       | Les fêtes de Polymnie                                     | пролог и 3 антре  | опера-балет           | Луи де Каюзак                       | 12 октября 1745, Париж, Парижская опера, «Пале-Рояль»  | Написан в честь победы в битве при Фонтенуа в Войне за австрийское наследство                                                                                            |
| 59  | Храм славы                                    | Le temple de la Gloire                                    | 5 актов           | опера-балет           | Вольтер                             | 27 ноября 1745, Версаль, «Театр дю Шато»               | Написан в честь победы в битве при Фонтенуа |
| 40  | Празднование Рамиры                           | Les fêtes de Ramire                                       | 1 акт             | балет                 | Вольтер                             | 22 декабря 1745, Версаль, «Театр дю Шато»              | В балете использовалась музыка написанная для балета «Принцесса Наваррская». В работе участвовал Жан-Жак Руссо, позднее обвинявший Рамо и Вольтера в воровстве его идей. |
| 38  | Празднование Гименея и Амура, или боги Египта | Les fêtes de l’Hymen et de l’Amour, ou Les dieux d'Egypte | пролог и 3 антре  | опера-балет           | Луи де Каюзак                       | 15 марта 1747, Париж, Парижская опера, «Пале-Рояль»    | Написан к свадьбе дофина Людовика Фердинанда Марии Жозефы |
| 60  | Заис                                          | Zaïs                                                      | пролог и 4 акта   | героическая пастораль | Луи де Каюзак                       | 29 февраля 1748, Париж, Парижская опера, «Пале-Рояль»  | |
| 52  | Пигмалион                                     | Pigmalion                                                 | 1 акт             | балет                 | Байо де Сово, Антуан Удар де Ламотт | 27 августа 1748, Париж, Парижская опера, «Пале-Рояль»  | Считается лучшим из одноактных произведений Рамо |
| 58  | Сюрпризы любви                                | Les surprises de l'Amour                                  | пролог и 2 антре  | опера-балет           | Жантиль-Бернар                      | 27 ноября 1748, Версаль, Театр Малых апартаментов      | Написан по заказу мадам де Помпадур, чтобы отпраздновать заключение Второго Ахенского мира к открытию третьего сезона её театра                                          |
| 49  | Наис                                          | Naïs                                                      | пролог и 3 акта   | героическая пастораль | Луи де Каюзак                       | 22 апреля 1749, Париж, Парижская опера, «Пале-Рояль»   | Написана по случаю Второго Ахенского мира, завершившего Войну за австрийское наследство                                                                                  |
| 62  | Зороастр                                      | Zoroastre                                                 | 5 актов           | музыкальная трагедия  | Луи де Каюзак                       | 5 декабря 1749, Париж, Парижская опера, «Пале-Рояль»   | Не имела успеха, вторая редакция 1756 года оказалась более успешной |
| 29  | Акант и Цефис, или Симпатия                   | Acante et Céphise, ou La sympathie                        | 3 акта            | героическая пастораль | Жан Франсуа Мармонтель              | 18 ноября 1751, Париж, Парижская опера, «Пале-Рояль»   | Написана в честь рождения Луи Жозефа (1751—1761), старшего брата будущего короля Людовика XVI                                                                            |
| 46  | Линус                                         | Linus                                                     | 5 актов           | музыкальная трагедия  | Шарль-Антуан Леклер де Ла Брюэр     | —                                                      | Утеряна |
| 42  | Гирлянда, или зачарованные цветы              | La guirlande, ou Les fleurs enchantées                    | 1 акт             | балет                 | Жан Франсуа Мармонтель              | 21 сентября 1751, Париж, Парижская опера, «Пале-Рояль» | |
| 24  | Дафнис и Эгле                                 | Daphnis et Eglé                                           | 1 акт             | героическая пастораль | Шарль Колле                         | —                                                      | Премьера не состоялась |
| 47  | Лисис и Делия                                 | Lisis et Délie                                            | 1 акт             | пастораль             | Жан Франсуа Мармонтель              | —                                                      | Написана в честь рождения принца Ксавье Марии (1753—1754), старшего брата будущего короля Людовика XVI. Премьера не состоялась                                           |
| 57  | Сибариты                                      | Les sibarites                                             | 1 акт             | балет                 | Жан Франсуа Мармонтель              | 13 ноября 1753, Фонтенбло, дворцовый театр             | В 1757 году Рамо сделал «Сибаритов» частью переработанного оперы-балета «Сюрпризы любви»                                                                                 |
| 48  | Рождение Осириса, или празднество Памилии     | La naissance d'Osiris, ou La fête Pamilie                 | 1 акт             | балет                 | Луи де Каюзак                       | 12 октября 1754, Фонтенбло, дворцовый театр            | Написан в честь рождения будущего короля Людовика XVI. Возможно должно было стать частью более крупного произведения.                                                    |
| 30  | Анакреон                                      | Anacréon                                                  | 1 акт             | балет                 | Луи де Каюзак                       | 23 октября 1754, Фонтенбло, дворцовый театр            | Возможно должно было стать частью более крупного произведения, оперы-балета «Расцвет любви» (фр. Les beaux jours de l'Amour)                                             |
| 58  | Анакреон                                      | Anacréon                                                  | 1 акт             | балет                 | Жантиль-Бернар                      | 31 мая 1757, Париж, Парижская опера, «Пале-Рояль»      | Писалось как третье антре пересмотренной версии оперы-балета Рамо «Сюрпризы любви»                                                                                       |
| 51  | Паладины                                      | Les Paladins                                              | 3 акта            | комеди-лирик          | Дюпла де Монкур                     | 12 февраля 1760, Париж, Парижская опера, «Пале-Рояль»  | |
| 31  | Бореады                                       | Les Boréades                                              | 3 акта            | комеди-лирик          | Луи де Каюзак                       | —                                                      | Премьера не состоялась |
| 50  | Нелей и Миртис                                | Nélée et Myrthis                                          | 1 акт             | балет                 | —                                   | —                                                      | Возможно часть задуманного Рамо оперы-балета «Прекрасные дни любви» (фр. Les beaux jours de l'amour)                                                                     |
| 61  | Зефир                                         | Zéphire                                                   | 1 акт             | балет                 | —                                   | —                                                      | Премьера не состоялась |
| 45  | Ио                                            | Io                                                        | 1 акт             | балет                 | —                                   | —                                                      | Не был завершён |